# Szásznagyvesszős
Szásznagyvesszős (románul Veseuș, németül Michelsdorf) falu Romániában, Fehér megyében.

## Fekvése
A megye északkeleti részén, a Kis-Küküllő folyó partján fekvő település.

## Története

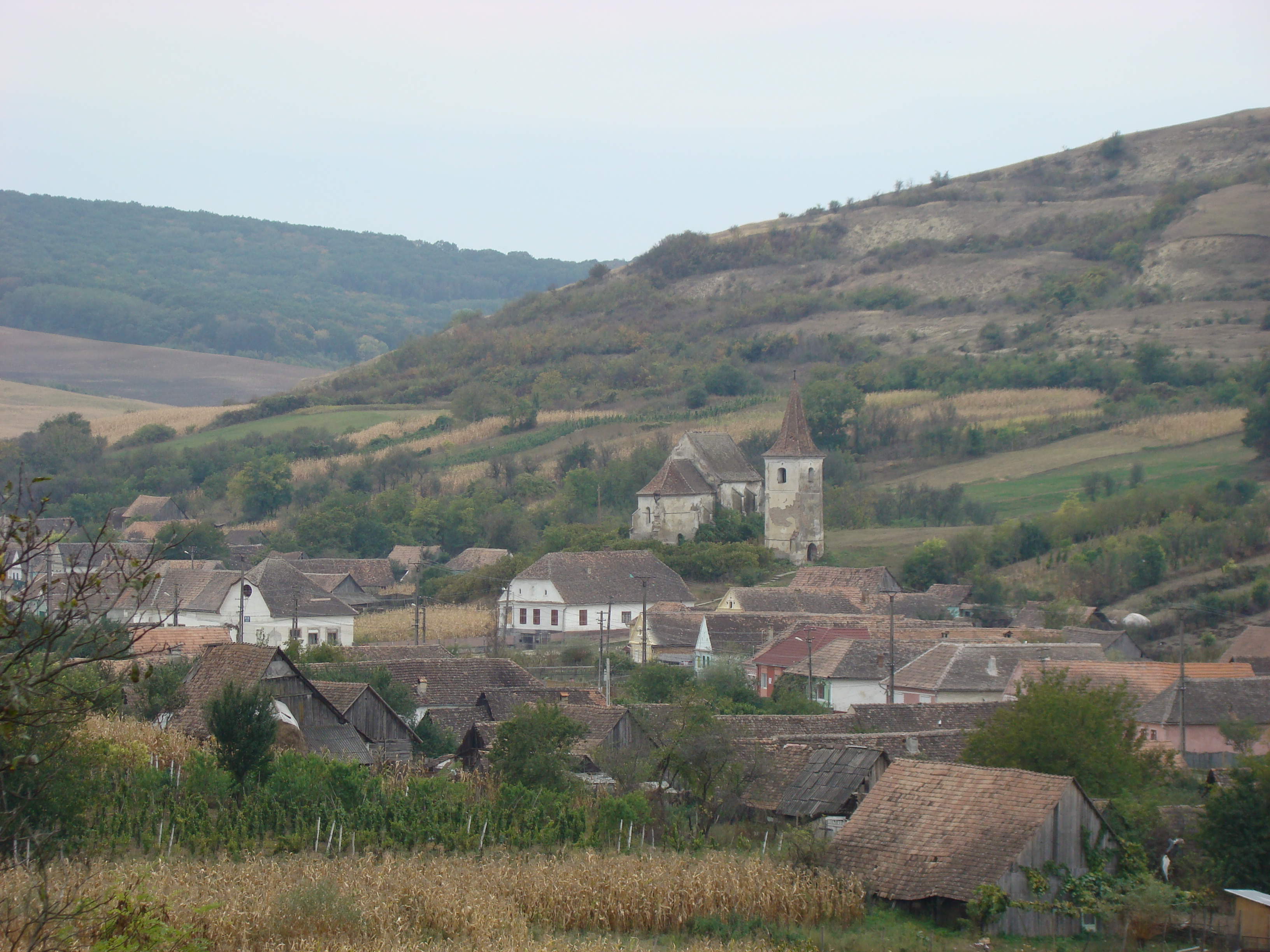
Látkép a templommal.

Erdélyi szászok alapították. Legelőször az 1332-es pápai tizedjegyzékben említik. Templomát 1504-ben építették, ez a reformációt követően evangélikus lett a falu lakosságával együtt.
A trianoni békeszerződésig Kis-Küküllő vármegye hosszúaszói járásához tartozott. A német lakosság nagy részét a második világháború után a szovjetek deportálták, kényszermunkára vitték a Szovjetunióba. A megmaradt németek Nicolae Ceaușescu diktatúrája idején voltak kénytelenek Nyugat-Németországba kiköltözni.

## Lakossága
1910-ben 1094 lakosa volt, ebből 399 román, 355 német, 213 cigány és 127 magyar.
1977-re már német lakosságának nagy részét elűzték, helyükre románok költöztek. Ebben az évben 1210 fő lakta a falut, ebből 607 román, 323 cigány, 166 német, 113 magyar.
2002-ben 1044 lakosa volt, ebből 501 román, 470 cigány, 69 magyar és 4 német.

## Híres emberek
- Itt született 1853-ban Bedőházi János marosvásárhelyi tanár, Bolyai Farkas és Bolyai János első életrajzírója.
- Itt született 1925-ben Gellér Sándor kapus, az Aranycsapat cserejátékosa.